# Чудновський Вольф Григорович
Вольф Григорович Чудновський (1908 — 1985) — фахівець у галузі коливань стрижневих і рамових систем, доктор технічних наук, професор.
Учений секретар (1946), старший науковий співробітник відділу міцності і динаміки деталей машин (1946—1947), завідувач механічної лабораторії (1946—1950) Інституту механіки АН УРСР.
У 1959-1976 професор, завідувач кафедри архітектурних конструкцій КДХІ, на архітектурному факультеті викладав "Опір матеріалів".
Разом із С. Серенсеном та А. Коваленком й ін. досліджував динамічну міцність деталей нових ділянок авіаційного машинобудування та турбобудування.
1935—1940 і в період лібералізації 1957—1962 друкувався українською мовою, зокрема опрацьовував українську технічну термінологію.
Головна праця «Методи розрахунку коливань і стійкості стрижневих систем» (1952).
Вольф Чудновський мав двох синів, талановитих математиків, що закінчили Київський університет — Давида (нар. 1947) та Григорія (нар. 1952). Григорій був обмежений важкою хворобою — міастенією. Для того, щоби забезпечити йому найкращий медичний догляд Чудновські подали заяву на еміграцію в 1972 році. У відповідь на це Вольф Чудновський був позбавлений роботи, родина переслідувались КДБ, навіть було побито дружину Чудновського. Їх підтримали закордонні математики, такі як Едвін Гьювіт, з яким Григорій Чудновський працював разом у Києві. Свою підтримку висловив також Андрій Сахаров. У 1977 році після втручання канцлера Австрії їх випустять. Чудновські змогли виїхати спочатку до Франції, а потім до Нью-Йорку. Григорій та Давид є професорами в політехнічному інституті Нью-Йоркського університету.